# Burg Altena (Schüttorf)
Die Burg Altena war eine spätmittelalterliche und durch die Renaissance geprägte Stadtburg in der Stadt Schüttorf im Landkreis Grafschaft Bentheim in Niedersachsen (Deutschland). Der älteste Teil der Burg wurde vermutlich zusammen mit der Stadtmauer in der ersten Hälfte des 14. Jahrhunderts fertiggestellt. Vom 15. Jahrhundert an diente die Burg als Wittum bentheimischer Grafenwitwen. In dieser Zeit, um 1565, wurde die Burg um zwei Flügel erweitert. Die dann vierflügelige Anlage wurde im Dreißigjährigen Krieg beschossen, der Süd- und der Ostflügel wurden beschädigt und verfielen in den beiden folgenden Jahrhunderten immer mehr. Ab 1702 wurde katholischer Gottesdienst im Nordflügel gehalten, kurze Zeit später entstand eine katholische Schule in der Vorburg. 1903 kaufte ein Fabrikant die Burg, der verfallene Palas wurde 1903 zusammen mit dem östlichen Teil des Nordflügels abgetragen. Der Nord- und der Westflügel wurden zu Wohnzwecken umgebaut. Anfang 1973 wurde die Burg für den Bau einer Durchgangsstraße abgerissen.

## Lage
Die Burg Altena bildete im Südosten den Eckpunkt der Stadtmauer. Sie lag nahe der Mühlenvechte, dem heutigen Vechtealtarm. Die Vechte wurde damals zum Schutz näher an die Stadt geleitet und versorgte den Stadtgraben. Ein großer Teil dieses Altarmes besteht noch heute.

## Der Name Altena
Wie der Name Altena oder Altona entstand, ist unklar. Es wird vermutet, dass es im 7. Jahrhundert einen fränkischen Schutzhof an der Stelle der Burg Altena gab, welcher dem sächsischen Alten Hof nicht all te na lag. Eine Möglichkeit, um den Namen zu deuten, wäre Al to na, also allzu nah. 1465 wurde die Burg Altena bei der Bestätigung der Stadtrechte von Graf Bernhard als unse borg bezeichnet, danach wurde sie Borch Schüttorp oder Borch bynnen der Stadt Schüttorp genannt. Um 1565 setzte sich der Name Altena bzw. Altona durch, eine mögliche Deutung wäre hier erneut all te na. Die Burg des Grafen war in die Stadtbefestigung integriert und den Schüttorfer Bürgern allzu nah. In seinem Testament bezeichnet Graf Arnold II. 1591 die Burg als Haus Altona. Joseph Niesert schrieb 1835 Schloß Altena oder Alten Aue bey Schüttorf der Bentheimschen Witwen. Der hier genannte Alternativname lässt daran denken, dass die Burg eventuell als an der Alten Aue (d. h. einer Flussniederung) oder der Alten Aa (d. h. einem Flusslauf) gelegen bezeichnet wurde, wie es ja den topografischen Gegebenheiten entspricht. In der folgenden Zeit blieb der Name Burg Altena bzw. Burg Altona.

## Geschichte

### Vorgeschichte ab dem 7. Jahrhundert
Im 7. Jahrhundert stand, so Heinrich Funke, ein fränkischer Schutzhof als Kontrollpunkt der Furt nahe der Stelle der Burg Altena, welcher später zum gräflichen Hof oder zur Burg wurde.
Nach dem Bau der Burg Bentheim war die Burg Altena Oberhof, Jagdhaus, Sitz der Verwaltung und Landesburg der Grafschaft Bentheim.
Helmut Hecht vermutet einen Gerichtssitz am Standort der Burg. Eine Urkunde von 1184 nennt die curia comitis in Scuttorpe, das Rathaus des Grafen, er hält es für wahrscheinlich, dass dies die älteste und oberste Gerichtsstätte des Bezirkes war. 1272 erwähnt Graf Egbert von Bentheim in einer weiteren Urkunde ein uns gehörendes Gericht in Schüttorf. Dass es sich dabei um die spätere Burg Altena handelte, bezweifelt Heinrich Voort in seinem Beitrag im Jahrbuch des Heimatvereins der Grafschaft Bentheim 1971. Laut ihm lag, der 1154 und 1184 genannte, gräfliche Hof, 1388 als olde Hof bezeichnet, außerhalb der Stadt und konnte somit nicht an der Stelle der Burg Altena gestanden haben.

### Errichtung der Burg im 14. Jahrhundert und die Zeit als gräflicher Witwensitz bis um 1700

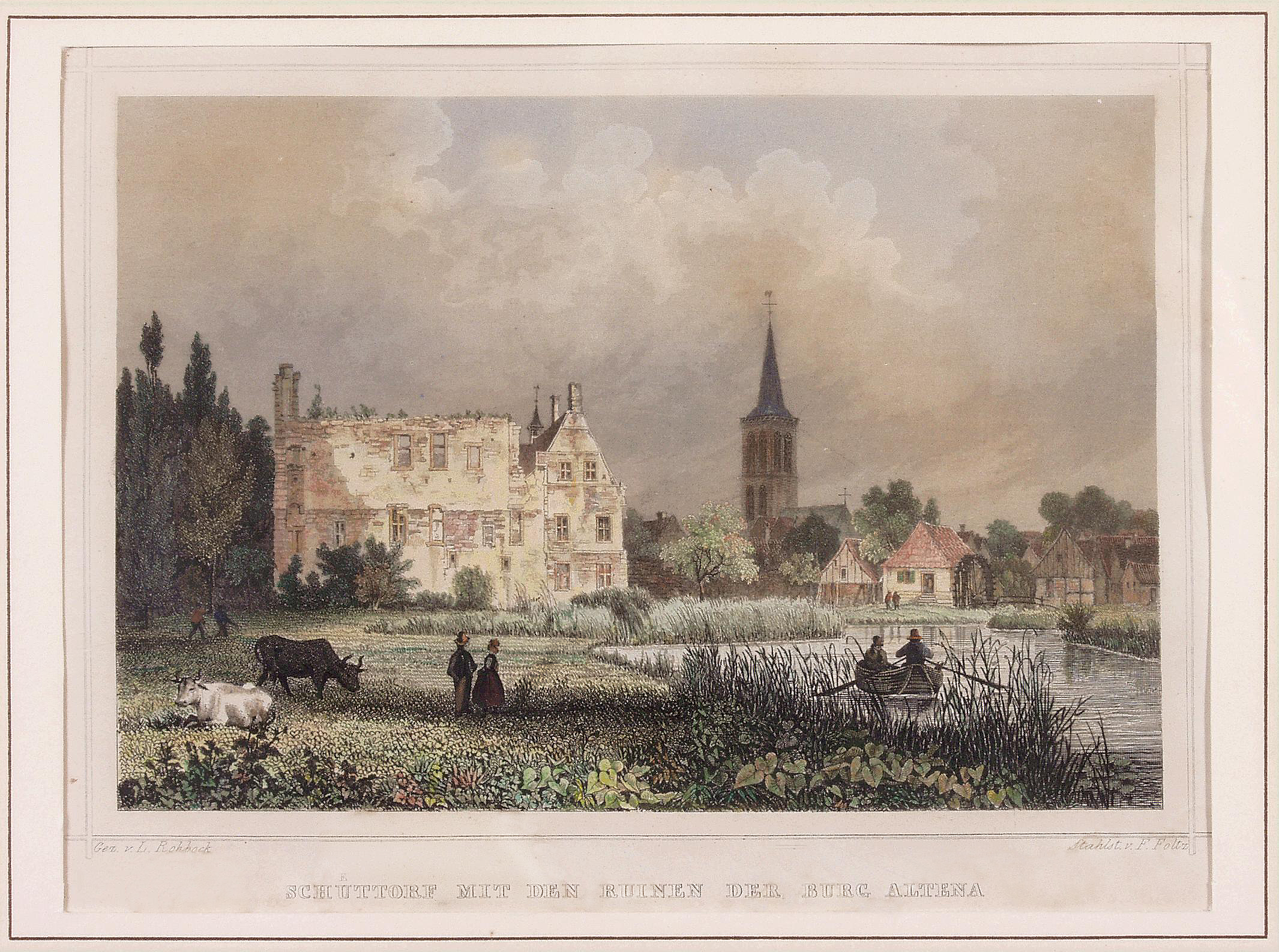
Stahlstich der Burg Altena von Friedrich Foltz (1850)

Der Palas der Burg wurde vermutlich in der ersten Hälfte des 14. Jahrhunderts, nach rheinischem Vorbild, mit der zweiten Stadtbefestigung als südöstlicher Eckpfeiler errichtet. Der gräfliche Hof zog danach vom Alten Hof in die Stadt zur Burg Altena. Sie wird 1372 erstmals auf einem Schuldschein erwähnt: Die Knappen „Vrederik van Hauergho und Bernt de ghogreue“ schreiben „Und desse betalinge zole wy en doen tho Scüttorpe bynnen den Slote.“ Der Hof war nicht den Landesgesetzen unterworfen, bis nach der Reformation wurde Verfolgten ein Jahr und einen Tag Asyl gewährt; nach dieser Zeit musste der Schutzsuchende die Burg Altena verlassen. Nachdem er sich auf öffentlicher Straße gezeigt hatte, konnte er wieder Schutz finden, so ist es im Stadtrecht von Schüttorf belegt:

„Item och sind binnen unser stadt twee rechte alde freyheiten, die platz vor unser borg alß de uthgeteikend is, und unse mölle, die sind ahling fry, wir darup kombt, und der gebrucken will, die is vehelig seines lieves watt saeke hie ock gedaen hadde, jahr und dag…“

 Die Burg wurde in der folgenden Zeit als Leibzucht der Sitz von gräflich bentheimischen Witwen. 1416 wurde Altena Mechthild von Steinfurt verschrieben. Es ist unklar, ob sie die Burg als Grafenwitwe bewohnte, da sie 1420 starb. Im Ehevertrag aus dem Jahr 1435 überschrieb Graf Everwin seiner zweiten Frau Gisberta von Bronkhorst „de Borch to Scttorpe“ als Wittum. Zu dieser Zeit waren die Bewohner der Burg Altena frei von Bürgerpflichten, so auch die gräflichen Bediensteten. Margarethe von Wied-Runkel wurde die Burg 1518, bekräftigt 1523, von Graf Bernhard als Leibzucht vermacht, sie wurde jedoch 1528 abgefunden. Im folgenden Jahr sicherte Graf Everwin II. die Burg seiner zweiten Frau Cordula von Holstein-Schaumburg zu, sie wohnte aber wahrscheinlich nicht auf Burg Altena. Der Grafenwitwe Anna von Tecklenburg-Schwerin wurde bei der Heirat mit Graf Eberwin III. von Bentheim-Steinfurt 1553 „de Stadt unde Borg mit dem ganzen Renthampte to Schuttorpe“ verschrieben. Als Graf Eberwin III. 1562 starb, regierte sie von Burg Altena aus, da Sohn Arnold II. (IV.) von Bentheim-Tecklenburg noch minderjährig war.

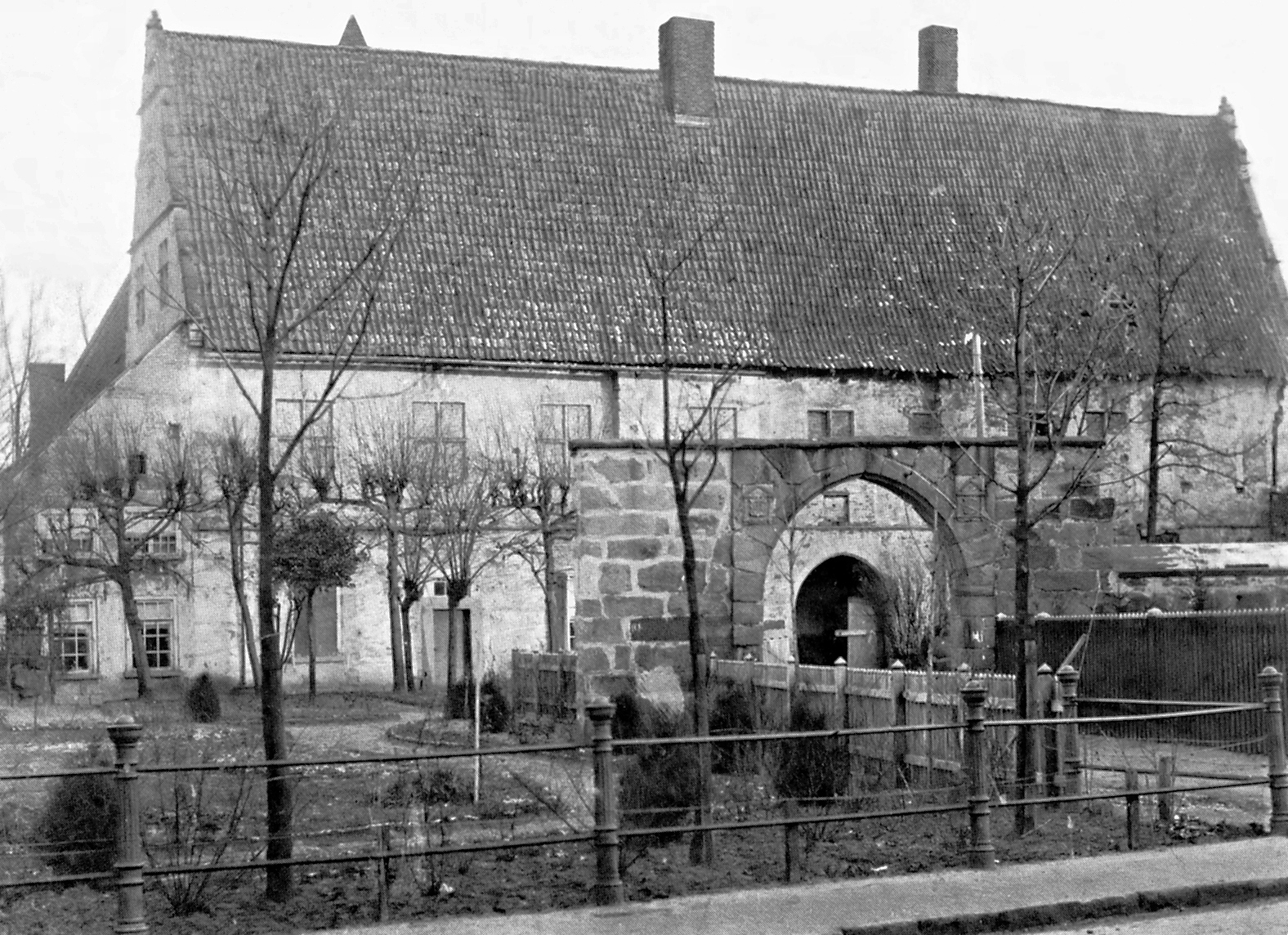
Der Westflügel vor der Renovierung (1903)

1565 führte Anna von Tecklenburg-Schwerin umfangreiche Umbau- und Erweiterungsmaßnahmen durch. Sie ließ den bis 1973 bestehenden Nord- und Westflügel errichten. Außerdem tauschte sie mit dem Süsternkloster ein Grundstück gegen das Gelände nördlich dem Hause Altena, genannt das Unland. Dieses „Unland“ baute sie in eine symmetrisch angelegte Gartenanlage um.
Da Burg Altena im Jahr 1573 noch das Wittum von Anna von Tecklenburg-Schwerin war, verschrieb Graf Arnold II. bei der Eheschließung seiner Frau Magdalena von Neuenahr-Alpen andere Besitztümer wie das Haus Singraven nahe Denekamp. Er übernahm Burg Altena als Anna von Tecklenburg-Schwerin 1582 starb. Aus der Lebensbeschreibung von Graf Arnold II. geht hervor, dass er in den Jahren 1587 und 1594 „zu Schüttorff aufm hauß Althena“ spanische Offiziere aus Twente zu Gast hatte und diese „schenkfreudig“ bediente, um einem Überfall auf die Stadt vorzubeugen. Im 1591 verfassten Testament von Arnold II. vermacht er seiner Frau Burg Altena anstatt des Hauses Singraven. Als Arnold II. 1606 verstarb, zog seine Witwe Magdalena von Neuenahr-Alpen auf die Burg.

Titelseite der Hofordnung von 1606

„Damitt einn Jeder Wissenn möge, weßen er sich zu verhaltenn“ erließ sie am 19. November 1606 eine Hofordnung, welche bis heute erhalten ist.
Darin wurde beispielsweise festgelegt, dass der Hofprediger Herr Johann oder sein Stellvertreter jeden Abend um vier Uhr etwas aus dem Neuen Testament vorlesen und das Abendgebet sprechen soll. Ein weiteres Ritual wurde bei der Morgensuppe vorgesehen: Mit dem Gesinde sollte das Morgengebet und Vaterunser, danach die Zehn Gebote, das Vaterunser, das Glaubensbekenntnis und das Vaterunser verlesen werden. Der Rentmeister war verantwortlich für die Hofhaltung, die Küche, Keller, Ställe, Bauhaus, Pforte und das Gesinde. Ihm wurde zudem aufgetragen, die Bediensteten zur Arbeit anzuleiten, auch wurde ihm erlaubt, ihnen Strafen auferlegen zu dürfen. In der Küche arbeiteten ein Mundkoch, ein Hauskoch, zwei Jungen und eine Küchenfrau. Magdalena legte einen abwechslungsreichen Essensplan fest.
Insgesamt ergeben sich aus der Hofordnung etwa 40 Beschäftigte auf Altena. Hinzu kommen Gesinde, Holzfäller sowie Postboten der Grafenwitwe.
Sohn Graf Arnold Jobst zu Bentheim und Steinfurt heiratete Anna Amalia von Isenburg-Büdingen, Burg Altena war 1608 noch Witwensitz seiner Mutter, sodass er seiner Frau ein anderes Wittum verschrieb. Magdalena von Neuenahr-Alpen starb 1627 auf Burg Altena. Ein nach ihrem Tod angelegtes Inventarverzeichnis nennt 46 Räume.

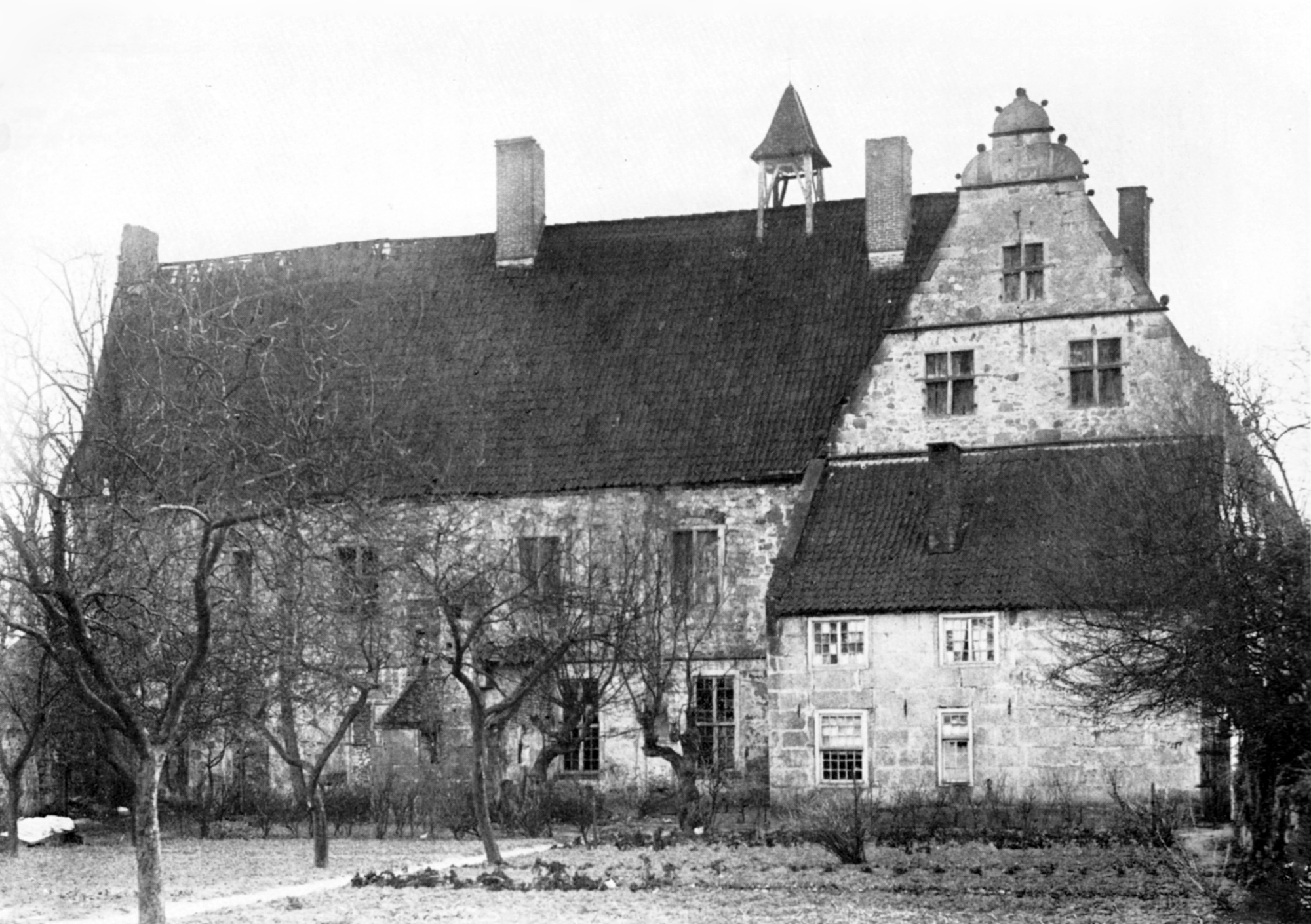
Der Nordflügel vor dem Umbau (1903)

Die Burg wurde 1632, im Dreißigjährigen Krieg, von außerhalb und östlich der Stadt liegenden Sandhügeln beschossen. Der Südflügel und der älteste Teil, der Palas, wurden dabei sehr stark beschädigt und verfielen in den nachfolgenden Jahrzehnten immer mehr. Gertrud van Zelst, Frau von Graf Ernst Wilhelm, wurde „im Jahr 1660 vom Schloß Bentheim nacher Schüttorf (alwo sie dan auch den ältesten Sohn Ernst gebohren) vor ihrer Entbindung“ gebracht, im darauf folgenden Jahr kehrte sie zurück nach Bentheim. Im Successions-Vergleich bestimmt Graf Ernst Wilhelm zudem, „daß unsere Ehefrau und Kinder nach unserm Absterben das Schloß Schuttorff sampt den Schuttorffischen Rent-Amt […] eingeräumt werden sollen“.
Durch Drängen von Christoph Bernhard von Galen konvertierte Graf Ernst Wilhelm am 21. August 1668 zum katholischen Glauben, sodass 1669 durch den Jesuiten Gerhard Wickede in der Kapelle im Palas der Burg Altena der katholische Gottesdienst eröffnet werden konnte; ab 1670 wurden diese außerhalb der Burg abgehalten.
Rentmeister Henrich Nünning schrieb 1680, dass die Naturaleinnahmen in den Kornspeichern „auffm Hauße Altena vorhanden“ seien. Die Burg war also ebenso Ort für eingenommene Naturalien der Stadt.
Nachdem Graf Ernst Wilhelm 1693 verstorben war, einigte sich Anna Isabella von Limburg-Stirum mit Erbe Graf Arnold Mauritz Wilhelm darauf, dass sie auf Burg Altena wohnen kann. Von 1698 stammt ein Bericht, der die Burg in einem sehr schlechten Zustand beschreibt: „Im Speisesaal ist keine eintzige thuer, so recht schlißet, auch ohne dem kein eintziges schloß daran…“ Weiter heißt es: „Auff keinen eintzigen Kornsoller kann mann Korn schutten, weill alles unten gantz locherlich und voller offener Ritzen, die holtzene finster theils ermangelendt, theils auch wegen mangel Henxel und Haken nicht brauchbar, und nur eine eintzige thur so zugeschloßen kan werden.“ Kaiserliche Gesandte besichtigten 1698 das Haus Altena und beauftragten den bentheimischen Rentmeister Johann Joachim Sibin, die nötigen Reparaturen innerhalb von sechs Wochen durchführen zu lassen.
Nach den Arbeiten war die Burg unter anderem an Türen und Fenstern notdürftig repariert. Das Dach sowie Fußböden wurden danach für mehr als 200 Reichstaler erneuert.
Dem Rentmeister von Anna Isabella von Limburg-Stirum warfen die gräflichen Beamten vor, die Burg vorsätzlich beschädigt zu haben. Notar Ernst Ludwig Cramer ließ sich diese Ansicht von drei Handwerkern bestätigen: Eine angemessene Wartung der Gebäude konnten sie nicht darlegen. Der Diener der Grafenwitwe Derck Fromme habe „bier verkaufft, undt in specie auff den großen Sael daß Kegeln“ gestattet.
Unterdessen verlegte die Gräfin Anna Isabella von Limburg-Stirum etwa um 1700 ihren Wohnsitz nach Köln. Nach ihr scheint keine andere Grafenwitwe auf Burg Altena gewohnt zu haben.

### Nutzung der Burg für katholische Gottesdienste ab 1702 bis zum Abriss der Vorburg 1890

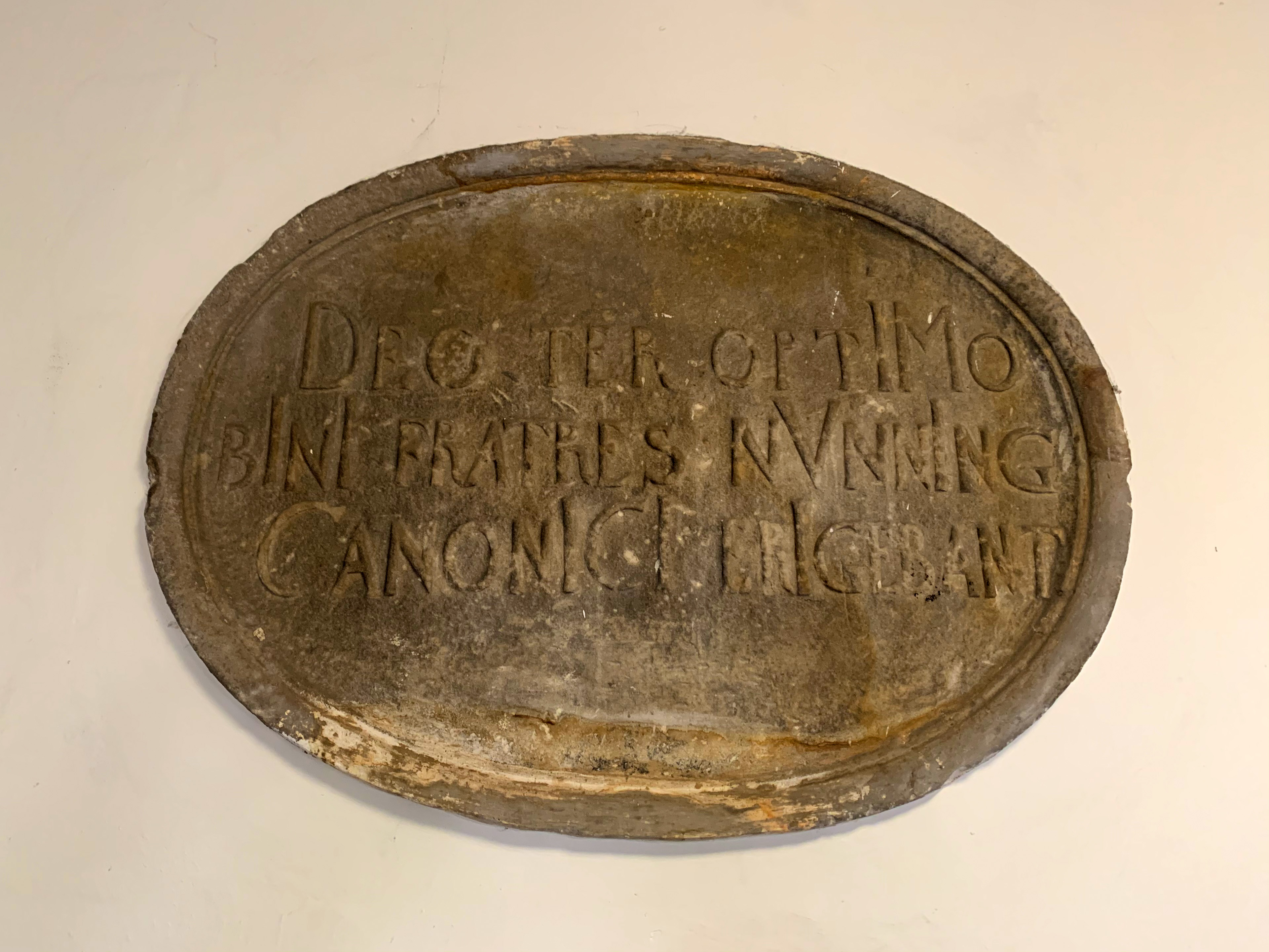
Gedenkstein an die Gebrüder Nünning

Der Haager Vergleich, das „Laudum Regium“ von 1701, bestimmte im 11. Abschnitt, dass die katholische Gemeinde in Schüttorf die von ihnen benutzte Klosterkirche den Protestanten zurückgeben musste, ebenso erlaubte er in Punkt 15 den Gottesdienst auf Burg Altena. Dieser fand nun ab 1702 im Nordflügel der Burg statt.
1702 wurde dem Richter Jodocus Hermann Nünning eingeräumt, „die hochgräfliche Burg zu Schüttorf … zu bewohnen“.
Dieser richtete 1712 zusammen mit seinem Bruder Heinrich Ignaz Nünning eine katholische Schule in einem Gebäude in der Vorburg ein, dort unterrichteten noch bis 1830 Pfarrer. Ein Gedenkstein, der an den Bau der Schule erinnert, dieser trägt die Inschrift:
„DEO TER OPTIMO BINI FRATRES NVNNING CANONICI ERIGEBANT“
(Dem dreieinigen, besten Gott haben die Brüder Nünning, Kanoniker, die Schule erbaut). Der Gedenkstein befindet sich heute im Anbau an der katholischen Schule an der Süsterstraße in Schüttorf.
Graf Hermann Friedrich legte 1719 in seinem Testament fest, dass der katholische Gottesdienst ungestört auf Altena stattfinden sollte. Eleonore Magdalena von Bentheim-Tecklenburg-Steinfurt, Tochter von Ernst Wilhelm und Anna Isabella, heiratete Graf Ambrosius Franz von Virmont. 1723 erhielt dieser die Einkunftsrechte am Rentamt Schüttorf, ein von ihm eingesetzter Rentmeister und eine Haushälterin sind in der folgenden Zeit, im Jahr 1731, bewiesen. Es war festgelegt, dass das Haus Bentheim, trotz fehlender Einnahmen aus dem Rentamt, die Burg pflegt. Am 22. Mai 1752 verpfändete er die Grafschaft Bentheim an das Kurfürstentum Braunschweig-Lüneburg, das auch Burg Altena unterhalten musste. Da die Kosten aus den Einnahmen der Rentämter bezahlt werden mussten, geschah dies nur notdürftig.
Landdrost von Ompteda schrieb in einem Brief von 1754, dass er „die ziemlich verfallene Wohnung des jedemahligen Patris Missionarii auf der Burg zu Schüttorf dem Chatolischen Küster“ für zwei holländischen Reichstalern untervermietet hat. Nach dem Auszug des Küsters, im darauffolgenden Jahr, wurde die Wohnung an eine Witwe vermietet.

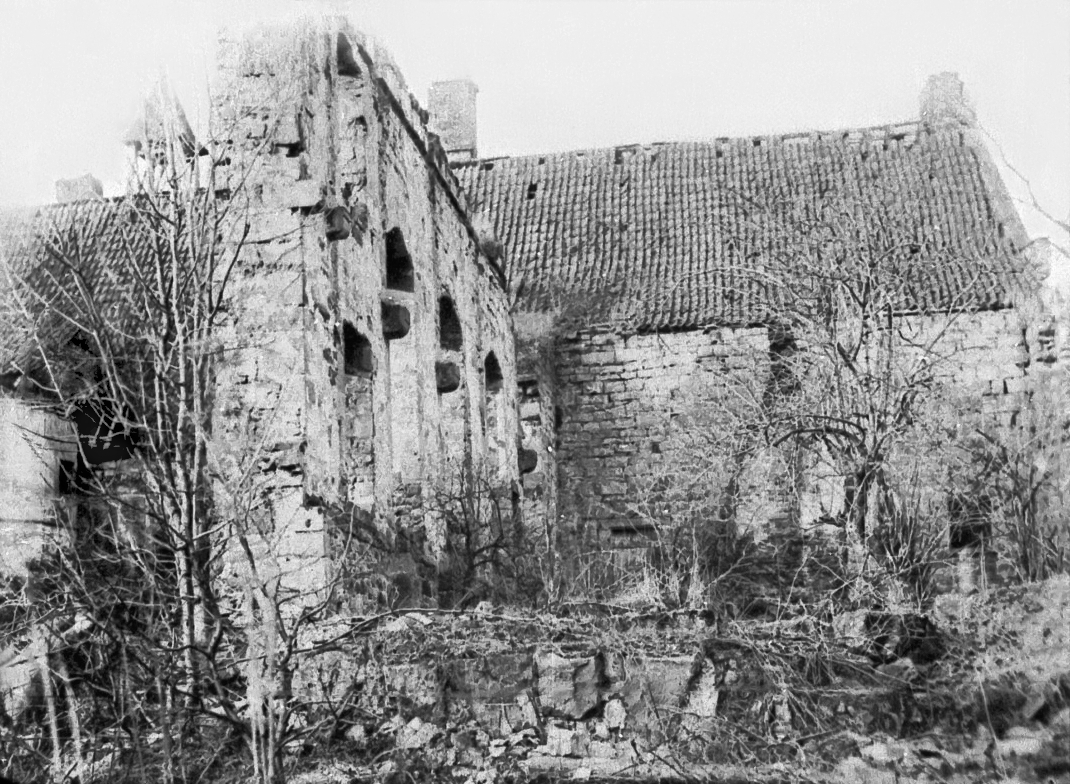
Die Ruine des Palas von Süden (1903)…

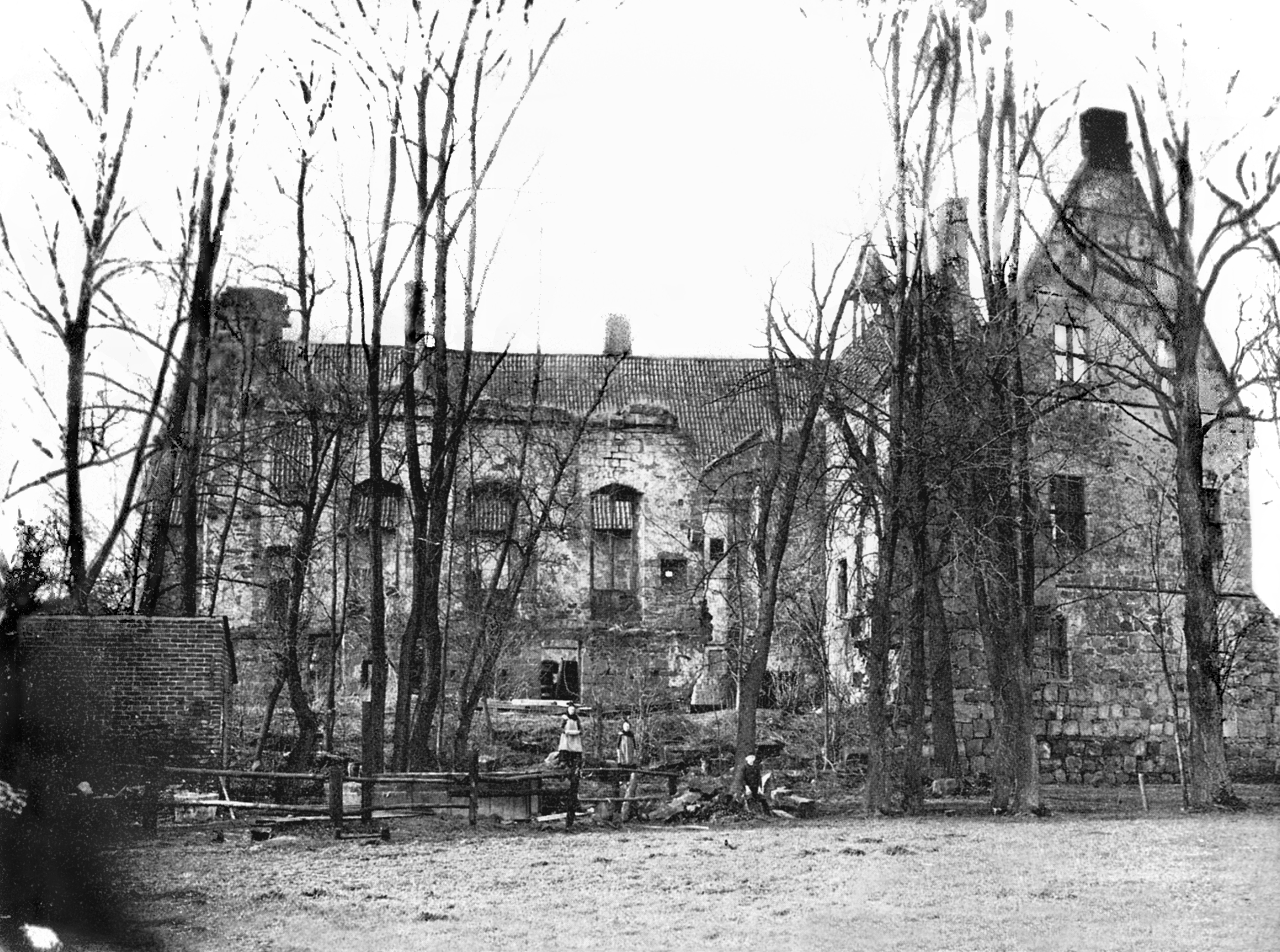
…und von Osten (1903)

1756 berichteten Landdrost von Ompteda und Regierungssekretär Cantzler der hannoverschen Regierung von dem verfallenen Palas, welcher „nur auß vier wänden, dem Tach, und einigen theils verfaulten balcken“ bestünde.
Somit wurde dessen teilweise Abtragung in Auftrag gegeben: „Da der Herr Graf … selbst eingesehen hat, daß es ohnumgänglich und nöthig sey, das auf Burg Altena zu Schüttorf befindliche seit einigen Jahren bereits gäntzlich verwüstete, bloß allein aus den vier Mauern, dem Tache und einigen mehren theils abgängig gewordenen Balcken bestehende Gebäude, die hohe Burg genannt … abbrechen zu laßen“.
Sachverständiger G. J. Schrader schrieb 1757 über den trostlosen Zustand der Hohen Burg, dem Palas, welcher „ohne große Kosten“ nicht zu reparieren sei: Balken seien teilweise oder ganz verfault, das Dach sei instabil und drohe bei stürmischem Wind einzubrechen.
Er nennt in seinem Bericht zwei Vorschläge. Der Erste wäre der Abbruch der Giebel bis auf die Höhe der Seitenmauer, die zweite Möglichkeit wäre die Abtragung des Mauerwerks um etwa 5 m, mit Einsetzen neuer Deckenbalken für den Boden des Obergeschosses sowie Aufsetzen des Daches (um 4 m tiefer als zuvor). Er schätzte die Kosten (ohne Material) für den Abbruch auf 236 Reichstaler und für den Wiederaufbau des Daches auf 120 Reichstaler. 1759 schrieb G. J. Schrader einen Kostenvoranschlag für den Abbruch von einem kleinen Anbau am Nordflügel im Nordosten. Dieser Anbau hatte demnach eine steinerne Wendeltreppe, außerdem stand an den Küchen. Er errechnete Kosten für Mauer- und Zimmermannsarbeiten von 34 Reichstalern.
Ein Kostenvoranschlag für die Ausbesserung des Daches des Nord- und des Westflügels wurde 1760 erstellt.
„Die Dächer auf dem Hause […] mußen von neuen eingestrichen und gedockt werden“. Die erforderlichen Dachziegeln, Strohdocken, der Kalk sowie der Arbeitslohn ergaben 25 Reichstaler und 12 Stüber. Diese Arbeiten wurden in Auftrag gegeben.
Drei Jahre später, 1763, berechnete der Maurer Lucas Duggen auf Anordnung des Vogts Kock die Kosten zur Reparatur des Hauses In den hoff. Das Gebäude war 8,2 m lang und insgesamt 8,65 m hoch. Es hatte einen Sandsteinsockel (2,7 m hoch und 0,75 m dick) und ein, auf diesem errichtetes, Fachwerkgeschoss. Ebenfalls sollte eine Entt Maure von etwa 1,9 m Länge bis zu einer Kellertür repariert werden. Laut Dietrich Maschmeyer, könnte diese Entt Maure eine Verlängerung des Hauses In den hoff sein, diese beiden wären insgesamt etwa 10 m lang, es könnte der, zwischen Palas und Nordflügel gestandene, Südflügel sein. Für diese Reparaturen würde der Maurer „etwa 300 Fuß Bentheimer Sandstein, 2000 neue Backsteine neben den noch verwendbaren alten und 12 Tonnen Kalk“ sowie 72 Gulden Lohn benötigen.

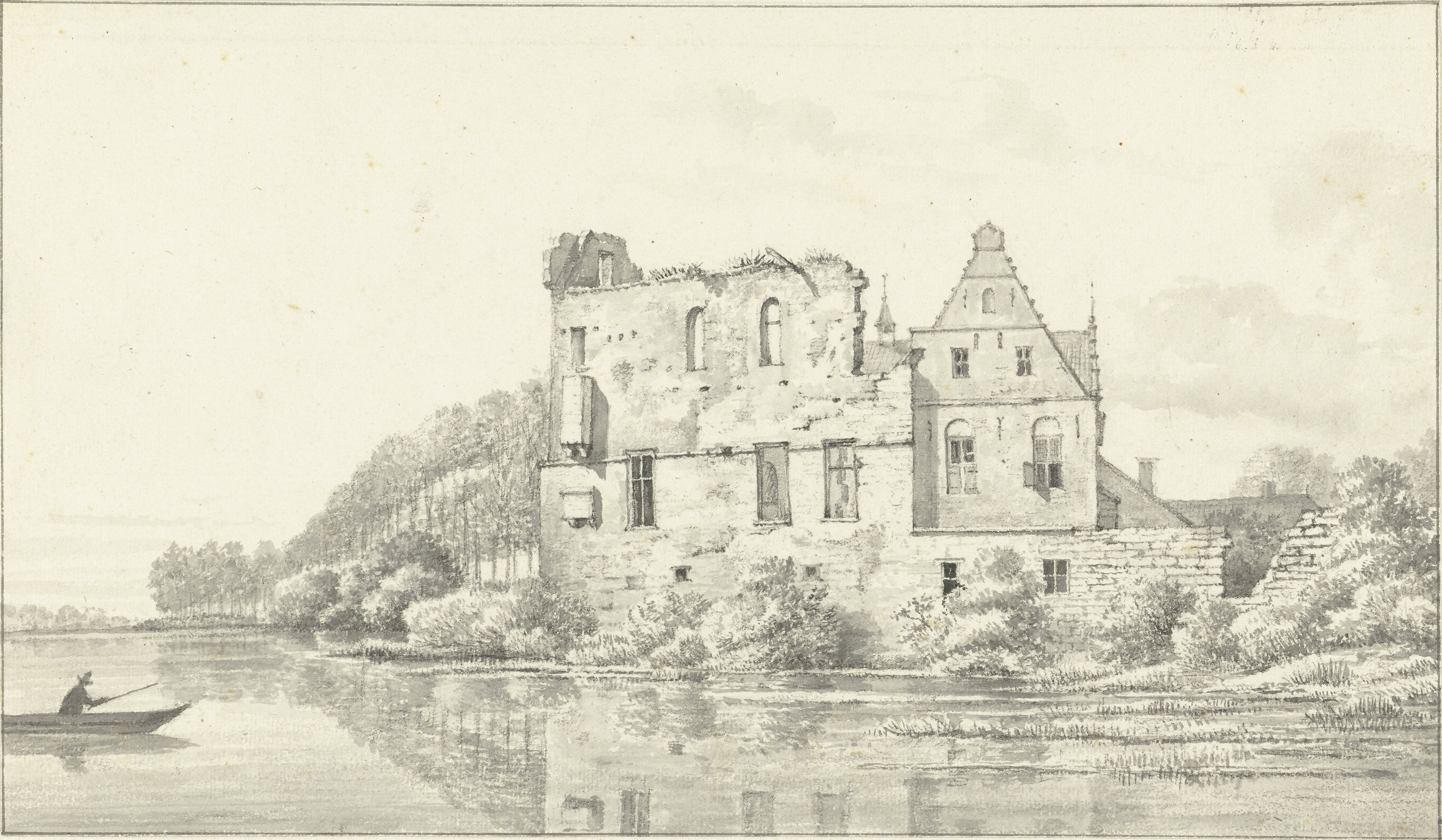
Die Ruine des Palas von der Vechte gesehen (19. Jahrhundert)

1765 schrieb Land-Baumeister Vick in einer Untersuchung über den Zustand des Palas: „…ein Balcken-Sparrwercke am wandelbarsten, und die fast 80 Fuß hohen Giebel veruhrsachen borsten in den Seiten Mauren. Das Dach stehet nicht wohl zu repariren, weil der Dielen beschuß über dem obersten Gebälcke mangelt und die Hauptbalcken stark abgefault sind. Daßselbe ohne Lebens Gefahr neben den steinern Giebeln herunter nehmen zu können, werden starke Zurüstungs kosten erfordert. Und das bereits verschobene Sparrwerck in dem jetztigen Wandel zu laßen, könte den davorstehenden Gebäuden höchst nachteilig seyn, wenn der Einsturtz von selbst erfolgte.“ Er berechnet die Kosten für den Abbruch des Gebäudes bis auf die Höhe der Stadtmauern.
Die Kapelle wurde baufällig, sodass Pastor J. W. Bülte 1792 bei der Regierung beantragte, dass ein dem Gottesdienste angemessener Ort erhalten werden müsse, „…um unseren gewöhnlichen Gottesdienst anständiger verrichten zu können“. Die Regierung lehnte mit der Begründung ab, dass „…sich keine Schadhaftigkeiten befinden, die dem Gottesdienst hindern, oder die Gemeinde in Gefahr bringen könnten.“
Um 1795 wurde während des Ersten Koalitionskrieges ein Teil des hannoverischen Feldhospitals auf Burg Altena verlegt. Nach dessen Auszug beherbergte die Burg braunschweigische Truppen. F. F. von Raet von Bögelskamp schrieb 1805, dass „die Burg Altena zu Schüttorf aber fast ohne die mindeste Reparation daran zu thun, ihrem Schicksale des Einfallens überlassen wurde“, außerdem schrieb er, „die sonst so schöne Burg Altena zu Schüttorf [sei] seit der Hannöverischen interimistischen Regierung ein Schutthaufe geworden“.
Vogt Gerhard Jacob Kock bat die Domänenkammer durch ein Schreiben vom 4. September 1811 darum, dass, bei Besetzung der Stelle eines Küsters und der eines Schullehrers, „das kleine Schulhäusgen wie auch die Schule vorn auf die Burg“, von der katholischen Gemeinde genutzt werden könnte. Rentmeister Hoogklimmer berichtete der Kammer, dass das Haus direkt, mit einem flachen Dach, an die Stadtmauer gebaut sei, eine Küche samt Diele sowie einem Torfschuppen beinhalte und des Weiteren von einer Jungfer bewohnt werde. Außerdem schildert er weiter, dass das Dach der Schule, in der 10–15 Schüler Platz hätten, repariert werden müsse. Die Domänenkammer akzeptierte dies, die Gemeinde könne das Gebäude für einen Reichstaler und 54 Stüber pro Jahr mieten, die Reparatur sollten sie dabei selbst übernehmen.

Längs- und Querschnitt der katholischen Kirche auf Burg Altena (1848)

Grundriss und Querschnitt der katholischen Schule und der Lehrerwohnung (1848)

„Die Baufälligkeit des Langen Gebäudes auf der Burg Altona zu Schüttorff … [habe] bedrückend zugenommen“, berichtete 1839 Rentmeister W. D. Nordbeck. Im gleichen Jahr verlegte die katholische Gemeinde ihren Gottesdienst in ein Stallgebäude in der Innenstadt.
Aufgrund eines jahrelangen Rechtsstreits über die Unterhaltung der Gemeinde ließ das katholische Konsistorium Osnabrück im November 1848 „die katholischen Cultusgebäude zu Schüttorf“ durch den Baumeister Jos. Niehaus aus Haselünne prüfen. Erhalten haben sich drei Zeichnungen, ein Grundriss, ein Längs- und Querschnitt der katholischen Kapelle im Nordflügel sowie ein Grundriss mit Querschnitt der katholischen Schule und der Lehrerwohnung in der Vorburg.
In seinem Bericht untersucht er die drei genannten Gebäude zugleich schlägt er vor, wie man diese reparieren könne: „Die Kirche, zu ebener Erde in einem Flügel der fürstlich Bentheimischen Burg Altona zu Schüttorf eingerichtet, war wegen Baufälligkeit nicht nutzbar, sie lag so wie fast der ganze übrige Theil der Burg in Ruinen.“ „Die Kirchenmöbeln, als Bänke, Altartische etc. sind in der Kirche bis jetzt stehen geblieben“, zu der Zeit war der Gottesdienst schon einige Jahre auf dem Anwesen des Pfarrers gefeiert worden, die Möbel haben im Versammlungssaal auf der Burg Schaden genommen. Er sah vor, die Decke abzutragen und eine, über eine Treppe zu erreichende, Prieche einzusetzen. So könne der erforderliche Raum für die etwa 280 Katholiken erreicht werden. Für die Gebäude in der Vorburg empfahl er Neubauten. Die Schule, mit knapp 15 m², sei verfallen und für die 70 Kinder zu klein. Die Lehrerwohnung war groß genug, aber „derartig in Verfall gekommen, daß eine Reparatur daran verschwendet ist“. Sein Kostenvoranschlag nennt für die Reparatur der Kirche 1996 Taler, für den Bau der Schule und Lehrerwohnung 909 Taler. 1850 beantragte das katholische Konsistorium Osnabrück Verbesserungen an den Gebäuden, dazu schicken sie den Bericht und die Kostenvoranschläge. Der, von der Domänenkammer hinzugezogener, Zimmermann A. Hölscher erstellte einen günstigeren Vorschlag, welcher schrittweise ausgeführt wurde. Die Domänenkammer teilt dem Konsistorium am 30. September 1853 mit, dass „das Local auf der Burg Altona zu Schüttorf, welches früher zum katholischen Gottesdienst benutzt ward, in Dach und Fach gestellt ist.“
Einen Monat später, im Oktober, wurde die Kapelle wieder geweiht, der Gottesdienst wurde wieder aufgenommen.
Eine Vereinbarung zwischen Alexis zu Bentheim und Steinfurt und dem Ministerium des Königreiches Hannover wurde am 15. August 1859 ratifiziert. Ein Vertrag zwischen der katholischen Gemeinde und Fürst Alexis besagte unter anderem, dass die von der Gemeinde genutzten Räumlichkeiten auf der Burg, die Lehrerwohnung und die Schule, spätestens bis zum 1. Juli 1870 geräumt sein müssen.
Die katholische Schule zog 1868 in ein Gebäude neben der neu errichteten Kirche in der Rathausstraße in Schüttorf. Das Gebäude mit der Lehrerwohnung auf Burg Altena sowie die anderen Bauten der Vorburg wurden 1890 abgerissen. Bis 1891 war das Postamt in einem Flügel der Burg untergebracht.

### Umbau 1903 bis zum Bau eines Denkmals 1988

Eine Aufnahme des Steins, der 1903 ins Hotel Lindemann einschlug

1903 erwarb der Fabrikant Herman ten Wolde den Burgkomplex von Fürst Alexis zu Bentheim und Steinfurt für 65 000 Mark. Er ließ die Reste der in Trümmern liegenden Süd- und Ostflügel Ende Februar 1903 von Mindener Pionieren sprengen. Dabei schlug ein 72 kg schwerer Stein in das naheliegende Hotel Lindemann ein. Der Schutt der Sprengungen soll als neue Packlage für die Herman-ten-Wolde-Straße in Schüttorf benutzt worden sein. Herman ten Wolde gestaltete den Nord- und Westflügel des Gebäudes zu Wohnungen um, von denen er eine im Westflügel bis zu seinem Tod Ende 1930 selbst bewohnte. Am Nordflügel, welcher östlich auf das Erdgeschoss reduziert wurde, ließ er an dessen östlichem Ende zwei Türme anbringen. Dazu wurden am Westflügel kleine Türmchen sowie ein Zwerchhaus angebracht.
Von 1904 bis 1938 hatte im Nordflügel die Schüttorfer Zeitung bis zu ihrer Einstellung Verlagsräume. Der Torbogen der Schüttorfer Zeitung stand bis in die 1960er Jahre über dem Weg von der Steinstraße zum Westflügel der Burg Altena. Bis zum Abriss wohnten in der Burg Familien, zeitweise stand sie leer. Der Abriss der Burg begann am 8. Januar 1973, sie wurde als „Zeichen des Fortschritts“, für die damalige Bundesstraße 65, abgetragen. Am 27. August 1988 wurde auf dem Burg-Altena-Platz in Schüttorf eine Plastik mit dem Namen zurück-gerichtet von Werner Ratering enthüllt, sie soll an die Burg als Zufluchtsort für Rechtlose erinnern, die für ein Jahr und einen Tag Schutz auf der Burg finden konnten. Die Plastik steht etwa 50 Meter von der ehemaligen Burg entfernt.

## Anlage

Die gesamte Burganlage zum Ende des 16. Jahrhunderts:
Vorburg
Nordflügel
Westflügel
Ostflügel/Palas
Südflügel
Gartenanlage
Stadtmauer mit Stadttor
Vechte
Sonstige Anbauten

Die Burg bestand aus vier Hauptflügeln und einer Vorburg, der Ostflügel war der Palas, er wurde zuerst gebaut. Darauf folgt als zeitlich nächster Bau der Südflügel. Diese beiden Flügel waren vierstöckige Herrenwohnungen.
1565 ließ Anna von Tecklenburg-Schwerin die Burg mit dem bis zuletzt bestehenden Nord- und Westflügel erweitern, sie fassten zweistöckige Gesinde- und Gästewohnungen. Anschließend an die Nord- und Westflügel standen entlang der Stadtmauer weitere schmale Flügel, welche wiederum früh verschwanden. In den Ecken des Nordwest- und des Südostflügels stand im Innenhof je ein Treppenturm. Im 17. und 18. Jahrhundert entstand westlich eine Vorburg, die 1890 abgerissen wurde. Der Zugang zur Burg geschah durch eine Tordurchfahrt in der Mitte des Westflügels.

### Palas
Der Palas oder die Hohe Burg war ein spätmittelalterlicher aus Sandstein gefertigter Bau und ältester Bestandteil der Burg, er wurde in der ersten Hälfte des 14. Jahrhunderts zusammen mit der zweiten Stadtbefestigung errichtet. Er war etwa 28 m lang, 12,50 m breit, bis zur Traufe 14,95 m und im Gesamten 23,85 m hoch. Der Palas besaß einen Treppengiebel mit sieben Stufen, die oberste Stufe war ein wenig hochgezogen. Das Dach war bis zum 18. Jahrhundert mit Holzschindeln gedeckt, das geht aus einem Bericht von 1698 hervor. Im Erdgeschoss war ein großer Saal, bis 1670 feierte die katholische Kirche in diesem ihre Gottesdienste. Dietrich Maschmeyer vermutet, aufgrund vermauerter Öffnungen und nachträglich eingesetzter Fenster, größere Umbauten des Palas im 15. Jahrhundert. Demnach könnte der Treppenturm bei diesem Ausbau errichtet worden sein. Im südlichen Teil gab es wahrscheinlich ein Zwischengeschoss mit Zugang vom Treppenturm.
Im Dreißigjährigen Krieg wurde die Hohe Burg beschossen, verfiel bis zum 18. Jahrhundert und wurde dann teilweise abgerissen. Hector Wilhelm Heinrich Mithoff beschreibt die Ruine im Werk von 1879: „Von einem (…) einst zweigeschossigen Schlossflügel zeigt sich nur noch ein Theil der Umfassungsmauern mit Kreuzpfostenfenstern spätgothischer Art und Resten einer Kaminanlage mit zierlichen Wandsäulchen römischer Ordnung“. 1903 ließ Herman ten Wolde, der neue Eigentümer der Burg, die Ruine des Palas sprengen.

### Südflügel
Der Südflügel wurde vermutlich im 15. oder 16. Jahrhundert errichtet, möglicherweise in Fachwerk. Wahrscheinlich ist der Flügel beim Bau, wie der Palas und die Südgiebelseite des Westflügels, auf die Stadtmauer aufgesetzt worden. Laut Wilhelm Berge war der Südflügel vierstöckig und wurde zusammen mit dem Palas als Herrenwohnung benutzt. Im Dreißigjährigen Krieg wurde der Südflügel zerstört. Da der Bau sehr früh verschwunden war, sind Nachforschungen schwierig. 1903 wurden die letzten Mauerreste abgetragen.

### Nordflügel

Burg Altena auf einer Postkarte von Nordosten gesehen (1917)

Der Nordflügel, die Lange Burg, wurde um 1565 unter der Grafenwitwe Anna von Tecklenburg-Schwerin zusammen mit der Querburg aus verputzten Bruchsteinen errichtet. Der östliche Teil des Flügels diente als Küche. Ein Schornstein, angebracht mittig auf dem First, führte zu einem eingeschossigen, aus Sandstein errichteten Anbau, an der Nordseite des Flügels. Es war vermutlich eine Wäscherei oder Ähnliches. Ab 1702 diente der westliche Teil der Langen Burg der katholischen Kirche als Kapelle, er wurde dafür notdürftig umgebaut. Der eingeschossige Anbau diente als Sakristei, das Obergeschoss des Nordflügels wurde zum Lagerraum der Gemeinde und des Grafenhauses umfunktioniert. Während dieser Zeit wurde ein Dachreiter mit Kreuz angebracht. In den folgenden Jahrhunderten verfiel die Lange Burg immer mehr und wurde nur notdürftig repariert. Der Dachreiter stand weiterhin, bis zum Abriss 1973, auf dem First. Die östliche Hälfte des Flügels war verfallen, sie wurde bei der Renovierung im Jahr 1903 bündig mit dem mittleren Schornstein auf das Erdgeschoss reduziert. Dieser herabgesetzte Teil wurde mit Zinnen versehen, an die Ecken der Ostfassade wurden zwei runde Türme gesetzt. Diese beiden Türme verschwanden im Laufe der folgenden Jahrzehnte.

### Westflügel

Der Westflügel vor der Renovierung 1903 von Süden gesehen

Der renovierte und umgebaute Westflügel

Den Westflügel, die Querburg, ließ Anna von Tecklenburg-Schwerin um 1565 zusammen mit der Langen Burg, aus verputzten Bruchsteinen fertigstellen. Die Südgiebelseite des Flügels ist dabei auf Stadtmauer aufgesetzt worden. Die Giebelspitzen, eine Halbrosette mit tiefer gestellten Viertelrosetten besetzt mit Steinkugeln, lassen darauf schließen, dass Nord- und Westflügel unter dem Einfluss der Weserrenaissance entstanden. Am südlichen Teil an der Westseite stand möglicherweise ein zweigeschossiger Anbau. Durch eine fast spitzbogige Durchfahrt, mittig der Querburg, gelangte man in den Innenhof der Burg. An der Ecke im Innenhof zwischen Nord- und Westflügel stand, auch bis zum Abriss 1973, ein Türmchen mit Wendeltreppe. Ein kleines Gebäude in der nördlichen Verlängerung des Flügels wurde einige Jahrzehnte später aus Sandsteinquadern errichtet.
Im 19. Jahrhundert wurde der Westflügel für Wohnungen genutzt, 1903 wurde er umgebaut: Auf Höhe des ersten Obergeschosses wurde der Flügel mit zwei Erkern als Türmchen mit Zwiebelhauben an den Ecken der Westseite versehen. Links neben der Toreinfahrt wurde auf den vorhandenen Vorsprung ein Zwerchhaus mit Volutengiebel aufgesetzt. Das nördlich angebaute kleine Gebäude wurde abgerissen, zudem wurden auf der Südgiebelseite im Erdgeschoss, also somit auch in die Stadtmauer, sowie auf der Nordgiebelseite, Fenster eingesetzt. Über dem Torbogen wurde ein Wappen mit der Inschrift „Fürstlich Bentheimische Burg Altona – Angekauft und erneuert von Herman ten Wolde 1903“ angebracht. Arnold Nöldeke kritisiert die Erneuerung in seinem Werk: „Die Westfront ist durch Putz und Anstrich sowie durch den Anbau von Erkern auf den Ecken entstellt.“ Beim Umbau oder kurz danach ist ein zweigeschossiger Wintergarten an der südlichen Ostseite entstanden. 1973 wich der Westflügel mit dem Nordflügel der heutigen L 39.

### Vorburg

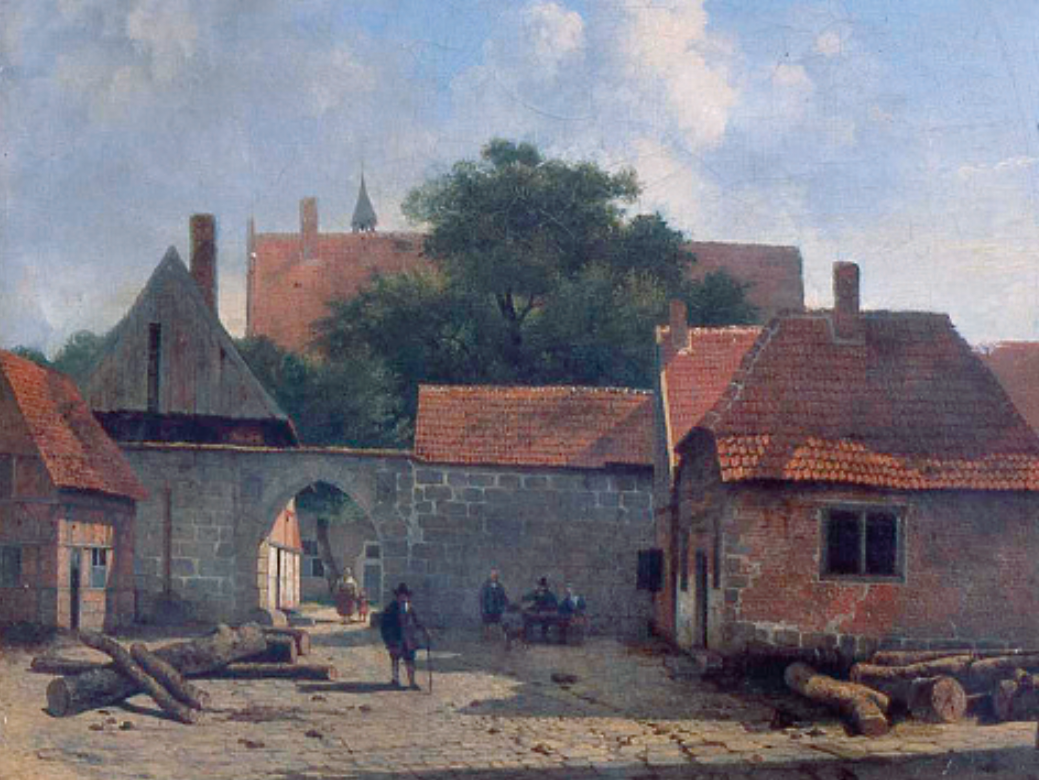
Die Vorburg der Burg Altena, gemalt von Albertus Brondgeest um 1830

Die Vorburg oder Vorhof bestand aus Pferdestall, Torhaus, Torf- und Holzhaus, Hühner- und Schweinehaus, Bauhaus und einem Wagenhaus. Dies geht aus einem Bericht von 1698 hervor. 1712 richteten die Gebrüder Nünning im südlichen Teil der Vorburg eine katholische Schule sowie eine Lehrerwohnung ein. Im Werk von Heinrich Wilhelm Hector Mithoff von 1879, wird „ein gothischer, von zwei Wappen beseiteter Thorbogen“ beschrieben. Dieser stand zwischen den Gebäuden der Vorburg und überspannte den Weg zur Burg, die Wappen des Torbogens sind bis heute erhalten und befinden sich in der Katharinenkirche in Bad Bentheim. Der gesamte Gebäudekomplex der Vorburg wich 1890 einem Postamt.

### Garten
Der Burggarten lag nördlich des Burgkomplexes und wurde 1565 unter Anna von Tecklenburg-Schwerin erworben und angelegt. Die Anlage wurde symmetrisch in vier mal zwei Felder, mit dazwischen laufenden Wegen, eingeteilt. Eine Mauer, innenseitig mit einer Hecke versehen, umgab den Garten. 1795 werden im Rentamtsregister dazu ein Fischweiher, mit Verbindung zur Vechte, sowie insgesamt 42 Bäume von 36 Obstbäume genannt. In der nordöstlichen Ecke stand demnach eine kleine Laube.

## Altena als Leibzucht
Die Burg Altena wurde den gräflich bentheimischen Witwen von 1416 bis 1723 als Leibzucht verschrieben (Tabelle aus Quelle 1).
| Gräfin                           | Schüttorf als Leibzucht verschrieben | Schüttorf besessen | Bemerkung             |
| -------------------------------- | ------------------------------------ | ------------------ | --------------------- |
| Mechthild von Steinfurt          | 1416                                 |                    | † 1420                |
| Gisberta von Bronkhorst          | 1435                                 | 1454–1459          | verzichtet 1459       |
| Anna von Egmond                  | 1459                                 |                    | † 1462                |
| Engelberta von Mecklenburg       | ?                                    |                    |                       |
| Margarethe von Wied-Runkel       | (1518) 1523                          |                    | abgefunden 1528       |
| Cordula von Holstein-Schaumburg  | 1529                                 |                    | vermutlich abgefunden |
| Anna von Tecklenburg-Schwerin    | 1553                                 | 1562–1582          | † 1582                |
| Magdalena von Neuenahr-Alpen     | 1591                                 | 1606–1627          | † 1626                |
| Gertrud von Zelst                | 1663                                 |                    | abgefunden            |
| Anna Isabella von Limburg-Stirum | 1678                                 | 1693–1723          | † 1723                |